# Władcy Etiopii

## Tytuły
Tytułem królewskim był amharski nygus, a cesarskim – nyguse negest (nəgusä nägäst, dosłownie: król królów).

## Dynastia salomońska– władcy tradycyjni
Istnieją różne wersje tradycyjnych władców Etiopii, poniżej jedna z propozycji.
| Lp. | Imię                   | Przydomek     | Okres urzędowania (przed naszą erą) |
| --- | ---------------------- | ------------- | ----------------------------------- |
| 1   | Saba                   |               | 1013–982                            |
| 2   | Menelik I              | Dawid         | 982–957                             |
| 3   | Handjon                |               | 957–956                             |
| 4   | Sirah I                | Tomaj         | 956–930                             |
| 5   | Amienhotiep Zagdur     |               | 930–889                             |
| 6   | Aksumaj Ramisu         |               | 889–869                             |
| 7   | Sirah II               | Ausyjo        | 869–831                             |
| 8   | Teuasja II             |               | 831–810                             |
| 9   | Abralyjos Pijankija II |               | 810–778                             |
| 10  | Aksumaj Uerede Tsehaj  |               | 778–755                             |
| 11  | Kashyta Handjon        |               | 755–742                             |
| 12  | Sabaka II              |               | 742–730                             |
| 13  | Nikanta Kyndakie II    |               | 730–720                             |
| 14  | Dauy Tirhak            | Uerede Negasz | 720–671                             |
| 15  | Ardyamien Ausyja       |               | 671–665                             |
| 16  | Gesjo                  |               | 665                                 |
| 17  | Nuatmiamun             |               | 665–661                             |
| 18  | Tomadjon Pijankija III |               | 661–649                             |
| 19  | Aminyneasro II         |               | 649–633                             |
| 20  | Pijankija IV           | Autyjo        | 633–599                             |
| 21  | Zuuarienbyret Aspurta  |               | 599–558                             |
| 22  | Sejfal Harsjateu       |               | 558–546                             |
| 23  | Remhaj Nastosonan      |               | 546–532                             |
| 24  | Handiuy Abra           |               | 532–521                             |
| 25  | Sofielja Nekibon       |               | 521–490                             |
| 26  | Agylbul Seuiekos       |               | 490–469                             |
| 27  | Pysmeret               | Uerede Negasz | 469–448                             |
| 28  | Ausyja Burakos         |               | 448–436                             |
| 29  | Keniz Pysmies          |               | 436–423                             |
| 30  | Apraso                 |               | 423–413                             |
| 31  | Kashyta Uelde Yhuhu    |               | 413–393                             |
| 32  | Elaljon Teaniki        |               | 393–383                             |
| 33  | Atsirkamin III         |               | 383–373                             |
| 34  | Atsirkamin IV          |               | 373–363                             |
| 35  | Hadina                 |               | 363–353                             |
| 36  | Atsirkamin V           |               | 353–343                             |
| 37  | Atsirkamin VI          |               | 343–333                             |
| 38  | Nikaula Kyndakie III   |               | 333–323                             |
| 39  | Basu                   |               | 323–316                             |
| 40  | Nikausis Kyndakie IV   |               | 316–306                             |
| 41  | Autyt Araura           |               | 306–296                             |
| 42  | Arkamin II             |               | 296–286                             |
| 43  | Kelas II               | Kelitro       | 286–276                             |
| 44  | Zuarie Nybret          |               | 276–260                             |
| 45  | Sotjo                  |               | 260–246                             |
| 46  | Sejfaj                 |               | 246–233                             |
| 47  | Nikosis Kyndakie V     |               | 233–223                             |
| 48  | Remhaj Armin IV        |               | 223–213                             |
| 49  | Fielia Hurniekhyt      |               | 213–198                             |
| 50  | Handi Aukirara         |               | 198–176                             |
| 51  | Aghabu Bysjehran       |               | 176–166                             |
| 52  | Sulaj Keuauminun       |               | 166–146                             |
| 53  | Meslyni Kurarmier      |               | 146–138                             |
| 54  | Negsaj Bysiniti        |               | 138–128                             |
| 55  | Etbinukauir            |               | 128–118                             |
| 56  | Sefieljas Abramin      |               | 118–98                              |
| 57  | Senaj                  |               | 98–88                               |
| 58  | Ausina                 |               | 88–77                               |
| 59  | Dawid II               |               | 77–67                               |
| 60  | Aglybus                |               | 67–59                               |
| 61  | Beuauyl                |               | 59–49                               |
| 62  | Bereuas                |               | 49–39                               |
| 63  | Danidad                |               | 39–29                               |
| 64  | Amoj Mehasi            |               | 29–24                               |
| 65  | Nikotris Hyndekie VI   |               | 24–14                               |
| 66  | Nolki                  |               | 14–12                               |
| 67  | Luzaj                  |               | 12–8                                |
| 68  | Bazin                  |               | 8–0                                 |

## Królestwo Aksum
- Zoskales (ok. 100)
- Gadarat (ok. 200)
- Azaba (ok. 230)
- Sembrouthes (ok. 250)
- Datawnas (ok. 260)
- Endubis (ok. 300)
- Afilas
- Wazeba
- Ella Amida (ok. 320)
- Ezana (ok. 333 – ok. 356)
- Mehadeyis
- Ouazebas
- Eon (ok. 400)
- Ebana
- Nezool
- Ousas (ok. 500)
- Kaleb (ok. 520)
- Alla Amidas
- Wazena
- Wazeb
- Joel
- Hataz (ok. 575)
- Saifu (ok. 577)
- Izrael (ok. 590)
- Gershem (ok. 600)
- Armah (ok. 614)
- Ashama ibn Abdżar (ok. 630)

Królowie legendarni, niepotwierdzeni ani w źródłach, ani w numizmatyce:
- Konstantyn
- Wasan Sagad Bazagar
- Fere Shanay
- Adreaz
- Akla Wedem
- Germa Safar
- Zergaz
- Degna Mikael
- Bahr Ikela
- Gum
- Asgwomgum
- Letem
- Talatem
- Oda Gosh
- Ajzur
- Dedem
- Uededem
- Uedem Asfare
- Degnażen
- Anbasa Uyddym
- Dylnead (IX lub X wiek)
- Gudit

## Cesarstwo Etiopii(1137–1936)

### Dynastia Zague
Poniższy spis jest oparty na tradycji powstałej na podstawie dłuższej listy. Istnieje też krótsza lista, opiewająca dziewięciu władców. Nie wszystkie imiona z krótkiej listy pokrywają się z dłuższą listą. Tak jest w przypadku Kedusa Harbe.
- Mara Tekle Hajmanot (ok. 1000)
- Sabuhaj Dylnead II
- Mejrare – prawdopodobnie tożsamy z Mara Tekle Hajmanotem
- Harbej Harejene Meskel – być może tożsamy z Kedusem Harbe
- Mengysne Jybaryk
- Jykebke Ygziy
- Zjena Pietros
- Bahyr Sef
- Tette Uyddym Tser Asseggyd
- Akotiet Dżan Syjum
- Beymnet Gyrma Syjum
- Jymryhane Krystos
- Gebre Marjam – być może tożsamy z Kedusem Harbe
- Gebre Meskel (Lalibela) (1189–1229)
- Neakuyto Loab
- Jytbarek

### Dynastia salomońska
- Jykuno Amlak (Tesfa Ijesus) (1270–1285)
- Jagbya Tsyjon (Salomon I) (1285–1294)
- Bahyr Asseggyd (1294–1295)
- Hyzbe Asseggyd (1295)
- Tsynfe Aryd (1295–1296)
- Kydme Asseggyd (1296–1297)
- Żan Asseggyd (1297–1298)
- Byhyr Asseggyd (1298–1299)
- Uyddym Raad (1299–1314)
- Amde Tsyjon I (1314–1344)
- Nyuaje Krystos (1344–1372)
- Nyuaje Marjam (1372–1382)
- Dawid I (1382–1413)
- Teodor I (1413–1414)
- Izaak (1414–1429)
- Andrzej (1429–1430)
- Tekle Marjam (1430–1433)
- Syrue Ijesus (1433)
- Amda Ijesus (1433–1434)
- Zara Jaykob Konstantyn (1434–1468)
- Beyde Marjam I (1468–1478)
- Aleksander (Yskyndyr) (1478–1494)
- Amda Tsyjon II (1494)
- Naod (1494–1508)
- Lybne Dyngyl (Dawid II) (1508–1540)
- Klaudiusz (3 września 1540 – 23 marca 1559)
- Minas (1559–1563)
- Sertse Dyngyl (1563–1597)
- Jakub (1597–1603)
- Zedyngyl (1603–1604)
- Jakub (1604–1606)
- Susnyjos I (1606–1632)
- Fasiledes (1632–1667)
- Jan I (1667–1682)
- Jozue I Wielki (19 lipca 1682 – 13 października 1706)
- Tekle Hajmanot I (27 marca 1706 – 30 czerwca 1708)
- Teofil (1 lipca 1708 – 14 października 1711)
- Justus (14 października 1711 – 19 lutego 1716)
- Dawid III (8 lutego 1716 – 18 maja 1721)
- Bekaffa (18 maja 1721–1730)
- Jozue II Kuareńczyk (19 września 1730 – 26 czerwca 1755)
- Joas I (26 czerwca 1755 – 7 maja 1769)

Rozbicie dzielnicowe, zwane zemene mesafynt:
- Jan II (7 maja – 18 października 1769)
- Tekle Hajmanot II (18 października 1769 – czerwiec 1770)
- Susnyjos II (czerwiec – grudzień 1770)
- Tekle Hajmanot II (1770 – 13 kwietnia 1777)
- Salomon II (13 kwietnia 1777 – 20 lipca 1779)
- Tekle Gijorgis I (20 lipca 1779 – 8 lutego 1784)
- Jozue III (16 lutego 1784 – 24 kwietnia 1788)
- Tekle Gijorgis I (24 kwietnia 1788 – 26 lipca 1789)
- Ezechiasz (26 lipca 1789 – styczeń 1794)
- Tekle Gijorgis I (styczeń 1794 – 15 kwietnia 1795)
- Beyde Marjam II (15 kwietnia – grudzień 1795)
- Tekle Gijorgis I (grudzień 1795 – 20 maja 1796)
- Salomon III (20 maja 1796 – 15 lipca 1797)
- Jonasz (18 sierpnia 1797 – 4 stycznia 1798)
- Tekle Gijorgis I (4 stycznia 1798 – 20 maja 1799)
- Salomon III (20 maja – 15 lipca 1799)
- Dymitriusz (25 lipca 1799 – 24 marca 1800) – nie należał do dynastii salomońskiej
- Tekle Gijorgis I (24 marca – czerwiec 1800)
- Dymitriusz (czerwiec 1800 – czerwiec 1800) – nie należał do dynastii salomońskiej
- Yguale Tsyjon (czerwiec 1801 – 3 czerwca 1818)
- Joas II (19 czerwca 1818 – 3 czerwca 1821)
- Gigar (3 czerwca 1821 – kwiecień 1826) – nie ma pewności czy należał do dynastii salomońskiej
- Beyde Marjam III (kwiecień 1826) – nie należał do dynastii salomońskiej
- Gigar (kwiecień 1826 – 18 czerwca 1830) – nie ma pewności czy należał do dynastii salomońskiej
- Jozue IV (18 czerwca 1830 – 18 marca 1832)
- Gebre Krystos (18 marca 1832 -?)
- Sahle Dyngyl (1832)
- Gebre Krystos (do 8 czerwca 1832)
- Sahle Dyngyl (październik 1832 – 29 sierpnia 1840)
- Jan III (30 sierpnia 1840 – październik 1841)
- Sahle Dyngyl (październik 1841–1845)
- Jan III (1845)
- Sahle Dyngyl (1845–1850)
- Jan III (1850–1851)
- Sahle Dyngyl (1851 – 11 lutego 1855)

Zjednoczona Etiopia:
- Teodor II (11 lutego 1855 – 13 kwietnia 1868) – wywodził się z dynastii salomońskiej, choć na początku jego rządów zarzucano mu, że z niej nie pochodził

### Dynastia Zagwe
- Tekle Gijorgis II (11 czerwca 1868 – 11 lipca 1871)

### Dynastia Tigraj
- Jan IV Kassa (11 lipca 1871 – 9 marca 1889)

### Dynastia salomońska
- Menelik II (9 marca 1889 – 12 grudnia 1913)
- Lij Yasu V (12 grudnia 1913 – 27 września 1916)
- Zauditu (27 września 1916 – 2 kwietnia 1930)
- Haile Selassie I (2 kwietnia 1930 – 2 maja 1936) – usunięty

## Włoska Afryka Wschodnia(1936–1941)
W latach 1936–1941 Etiopia była włoską kolonią, tytularnym cesarzem został król Włoch.

### Dynastia sabaudzka
- Wiktor Emanuel III (9 maja 1936 – 5 maja 1941)

#### Wicekrólowie Etiopii
- Pietro Badoglio, książę Addis Abeby (9 maja – 11 czerwca 1936)
- Rodolfo Graziani (11 czerwca 1936 – 21 grudnia 1937)
- Amadeusz Sabaudzki, książę Aosty (21 grudnia 1937 – 19 maja 1941)
- Pietro Gazzera (23 maja – 6 lipca 1941)
- Guglielmo Nasi (6 lipca – 27 listopada 1941)

## Cesarstwo Etiopii(1941–1974)

### Dynastia salomońska
- Haile Selassie I (5 maja 1941 – 12 września 1974) – usunięty ponownie
- Amha Selassie (12 września 1974 – 21 marca 1975) – obwołany królem przez Derg, nie objął tronu,

21 marca 1975 zniesiono monarchię w Etiopii.